# Liste der denkmalgeschützten Objekte in Sattledt
Die Liste der denkmalgeschützten Objekte in Sattledt enthält die denkmalgeschützten, unbeweglichen Objekte der Gemeinde Sattledt in Oberösterreich (Bezirk Wels-Land).

## Denkmäler
| Foto |                 | Denkmal                                                          | Standort                                       | Beschreibung | Metadaten |
| ---- | --------------- | ---------------------------------------------------------------- | ---------------------------------------------- | --- | --- |
| ja   | Datei hochladen | Grenzstein HERIS-ID: 90568 Objekt-ID: 105265                     | bei Markt 2 Standort KG: Sattledt I            | Der mittelalterliche Grenzstein wurde nahe von Pochendorf gefunden und 1985 ins Ortszentrum verlegt. Der Lochstein diente als Grenzmarke zwischen den Besitzungen der Burgvogtei Wels und des Stiftes Kremsmünster. Es gibt einen zweiten solchen Stein, der aber nicht neu aufgestellt wurde.     | BDA-Hist.: Q37747556 Status: § 2a Stand der BDA-Liste: 2025-06-30 Name: Grenzstein GstNr.: 3368 Lochstein (Sattledt)                                 |
| ja   | Datei hochladen | Kath. Pfarrkirche hl. Stephanus HERIS-ID: 52531 Objekt-ID: 59574 | gegenüber Marktplatz 1 Standort KG: Sattledt I | Die einschiffige Kirche mit polygonalem Chor und angrenzendem Turm wurde zwischen 1926 und 1937 in barockisierender Form mit secessionistisch beeinflusstem, expressiven Heimatstil errichtet. Der Hochaltar besteht aus einer aus rotem Marmor hergestellten Mensa mit Tabernakel aus Lindenholz. | BDA-Hist.: Q15124715 Status: § 2a Stand der BDA-Liste: 2025-06-30 Name: Kath. Pfarrkirche hl. Stephanus GstNr.: .122 Saint Stephen Church (Sattledt) |
| ja   | Datei hochladen | Alte Schule in Harhagen HERIS-ID: 44311 Objekt-ID: 45089         | Harhagen 5 Standort KG: Sattledt I             | Die zweigeschoßige Schule mit T-förmigem Grundriss, Walmdach und Faschengliederung wurde 1790 im Auftrag des Abtes von Kremsmünster für 130 Schüler errichtet. Nach Umbauten im Inneren 1835 sowie 1869/70 diente das Gebäude bis 1904 als Schule.                                                 | BDA-Hist.: Q38008013 Status: Bescheid Stand der BDA-Liste: 2025-06-30 Name: Alte Schule in Harhagen GstNr.: .258 Alte Schule Harhagen                |